# カレドニアン・ゴルフクラブ
カレドニアン・ゴルフクラブ（Caledonian Golf Club）は、 千葉県山武郡横芝光町にあるゴルフ場。

## 概要
カレドニアン・ゴルフクラブは、新たなゴルフ場建設に向け、東和ランド株式会社から独立した「東京グリーン株式会社」が、伊藤忠商事株式会社のバックアップ体制のもとゴルフ場経営に乗り出したことに始まる。コース名は「カレドニアン・ゴルフクラブ」、コース設計はＪ・マイケル・ポーレットが行い、1990年（平成2年）10月7日、18ホール規模のゴルフ場が開場された。その後、平成10年頃から、預託金償還問題に関して、会員と解決方法について協議を続けてきた。2004年（平成16年）4月、東京グリーン株式会社は法的整理ではなく、株式会社整理回収機構との債権処理交渉を終了、債権計画をもとに折衝し合意に至り、一般社団法人を設立した。また、日本のプロゴルフメジャー大会の1つ、日本プロゴルフ協会主催競技でもあり、日本選手権大会に相当する、日本プロゴルフ選手権大会などの大会開催の実績がある。

## 所在地
〒289-1756 千葉県山武郡横芝光町長倉1658番地

## コース情報
- 開場日 - 1990年10月7日
- 設計者 - Ｊ・マイケル・ポーレット
- 面積 - 924,000m2（約27.9万坪）
- コースタイプ - 丘陵コース
- コース - 18ホールズ、パー72、ヤード、コースレート74.1
- グリーン - 1グリーン、ベント（ペンクロス）
- フェアウエイ - コーライ
- ラフ - ノシバ
- ハザード - バンカーの108、池が絡むホール8
- プレースタイル - 乗用カート(5人乗り)、自走式、全組キャディ付き
- 練習場 - 25打席 300ヤード
- 休場日 - 1月1日[3][4]

## ギャラリー
- コース - 「カレドニアン・ゴルフクラブ」、アウトコース ガイド、「カレドニアン・ゴルフクラブ」、インコース ガイド
- ハウス - 「カレドニアン・ゴルフクラブ」、総合パンフレット

## 交通アクセス
- 鉄道 - 京成本線 - 成田空港第２ビルよりタクシー利用 約20分
- 道路 - 千葉東金道路 - 松尾横芝ICより 17km 約20分[5]

## メジャー選手権
- 2000年（平成12年） - 第68回 日本プロゴルフ選手権大会開催[6]

## 関連文献
- 『レジャー産業資料』、「カレドニアン・ゴルフクラブ」、東京 綜合ユニコム、1990年12月、2020年10月10日閲覧
- 『ゴルフ場ガイド 東版』2006-2007、「カレドニアン・ゴルフクラブ（千葉県）」、東京 ゴルフダイジェスト社、2006年5月、2020年10月10日閲覧